# Лідське сільське поселення
59°31′05″ пн. ш. 35°14′19″ сх. д. / 59.51805556° пн. ш. 35.23861111° сх. д.
Лідське сільське поселення (рос. Лидское сельское поселение) — муніципальне утворення у складі Бокситогорського району  Ленінградської області.
Адміністративний центр — селище Забор'є.

## Географія
Площа поселення становить 150 145 га.
Розташовано у південно-східній частині району, межує з Бабаєвським і Чагодощенським районами Вологодської області.

## Історія
Законом Ленінградської області від 2 червня 2014 року № 27-оз Подборовське і Забор'євське сільські поселення були об'єднані і увійшли до складу новоствореного Лідського сільського поселення Бокситогорського району.